# Slovakien i olympiska vinterspelen 2010
Slovakien deltog med 73 tävlande vid de Olympiska vinterspelen 2010. Under spelen tog man landets första vinterolympiska guldmedalj genom skidskytten Anastasija Kuzmina.

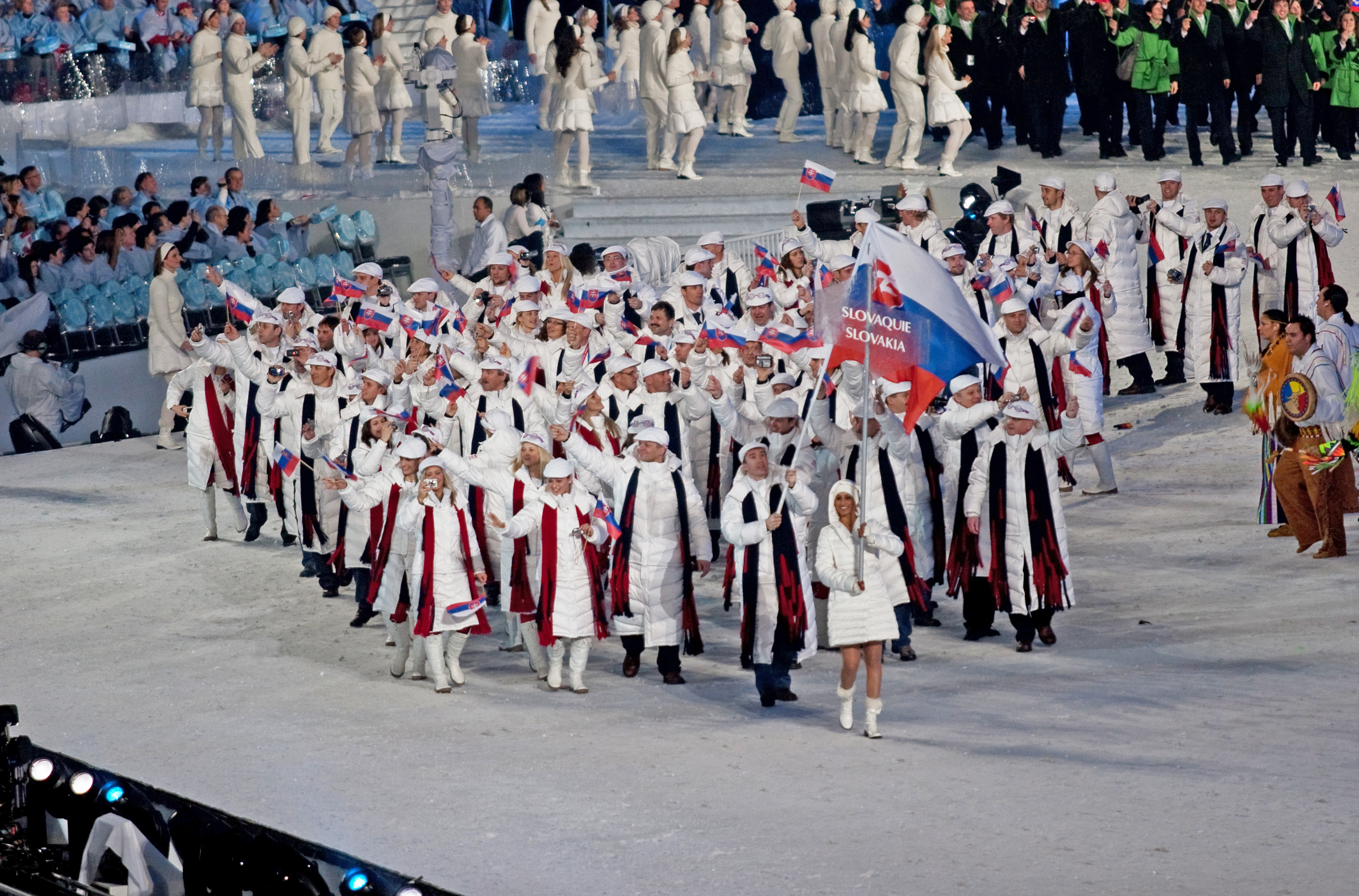
Slovakiens trupp tågar in under invigningsceremonin

## Medaljer
| Slovakien i vinter-OS 2010 Vancouver | Slovakien i vinter-OS 2010 Vancouver | Slovakien i vinter-OS 2010 Vancouver | Slovakien i vinter-OS 2010 Vancouver | Slovakien i vinter-OS 2010 Vancouver |
| Medaljer                             | Utövare                              | Sport                                | Gren                                 |                                      |
| ------------------------------------ | ------------------------------------ | ------------------------------------ | ------------------------------------ | ------------------------------------ |
| Guld                                 | Anastasija Kuzmina                   | Skidskytte                           | Damernas sprint                      |                                      |
| Silver                               | Anastasija Kuzmina                   | Skidskytte                           | Damernas jaktstart                   |                                      |
| Bronze                               | Pavol Hurajt                         | Skidskytte                           | Herrarnas jaktstart                  |                                      |

## Uttagna till OS-truppen
| Namn                                                          | Kön | Sport                       |
| ------------------------------------------------------------- | --- | --------------------------- |
| Jana Gantnerová                                               | D   | Alpin skidåkning (3 aktiva) |
| Veronika Zuzulová                                             | D   | Alpin skidåkning (3 aktiva) |
| Jaroslav Babušiak                                             | H   | Alpin skidåkning (3 aktiva) |
| Tomáš Zmoray                                                  | H   | Backhoppning (1 aktiv)      |
| Milan Jagnešák Marcel Lopuchovský                             | H   | Bob (4 aktiva)              |
| Milan Jagnešák Martin Tešovič Marcel Lopuchovský Petr Nárovec | H   | Bob (4 aktiva)              |
| Jana Budajová                                                 | D   | Ishockey (44 aktiva)        |
| Monika Kvaková                                                | D   | Ishockey (44 aktiva)        |
| Zuzana Tomčíková                                              | D   | Ishockey (44 aktiva)        |
| Petra Babiaková                                               | D   | Ishockey (44 aktiva)        |
| Barbora Brémová                                               | D   | Ishockey (44 aktiva)        |
| Iveta Karafiátová (C)                                         | D   | Ishockey (44 aktiva)        |
| Michaela Matejová                                             | D   | Ishockey (44 aktiva)        |
| Petra Országhová                                              | D   | Ishockey (44 aktiva)        |
| Edita Raková                                                  | D   | Ishockey (44 aktiva)        |
| Natalie Babonyová                                             | D   | Ishockey (44 aktiva)        |
| Nikoleta Celárová                                             | D   | Ishockey (44 aktiva)        |
| Janka Čulíková                                                | D   | Ishockey (44 aktiva)        |
| Nicol Čupková                                                 | D   | Ishockey (44 aktiva)        |
| Anna Džurňáková (A)                                           | D   | Ishockey (44 aktiva)        |
| Nikola Gápová                                                 | D   | Ishockey (44 aktiva)        |
| Maria Herichová                                               | D   | Ishockey (44 aktiva)        |
| Petra Jurčová                                                 | D   | Ishockey (44 aktiva)        |
| Jana Kapustová (A)                                            | D   | Ishockey (44 aktiva)        |
| Zuzana Moravčíková                                            | D   | Ishockey (44 aktiva)        |
| Petra Pravlíková                                              | D   | Ishockey (44 aktiva)        |
| Martina Veličková                                             | D   | Ishockey (44 aktiva)        |
| Jaroslav Halák                                                | H   | Ishockey (44 aktiva)        |
| Peter Budaj                                                   | H   | Ishockey (44 aktiva)        |
| Rastislav Staňa                                               | H   | Ishockey (44 aktiva)        |
| Zdeno Chára (C)                                               | H   | Ishockey (44 aktiva)        |
| Ľubomír Višňovský                                             | H   | Ishockey (44 aktiva)        |
| Andrej Sekera                                                 | H   | Ishockey (44 aktiva)        |
| Andrej Meszároš                                               | H   | Ishockey (44 aktiva)        |
| Milan Jurčina                                                 | H   | Ishockey (44 aktiva)        |
| Martin Štrbák                                                 | H   | Ishockey (44 aktiva)        |
| Ivan Baranka                                                  | H   | Ishockey (44 aktiva)        |
| Marián Hossa                                                  | H   | Ishockey (44 aktiva)        |
| Marián Gáborík (A)                                            | H   | Ishockey (44 aktiva)        |
| Pavol Demitra (A)                                             | H   | Ishockey (44 aktiva)        |
| Michal Handzuš                                                | H   | Ishockey (44 aktiva)        |
| Ľuboš Bartečko                                                | H   | Ishockey (44 aktiva)        |
| Marcel Hossa                                                  | H   | Ishockey (44 aktiva)        |
| Martin Cibák                                                  | H   | Ishockey (44 aktiva)        |
| Tomáš Kopecký                                                 | H   | Ishockey (44 aktiva)        |
| Žigmund Pálffy                                                | H   | Ishockey (44 aktiva)        |
| Branko Radivojevič                                            | H   | Ishockey (44 aktiva)        |
| Jozef Stümpel                                                 | H   | Ishockey (44 aktiva)        |
| Miroslav Šatan                                                | H   | Ishockey (44 aktiva)        |
| Richard Zedník                                                | H   | Ishockey (44 aktiva)        |
| Ivana Reitmayerová                                            | D   | Konståkning (1 aktiv)       |
| Alena Procházková                                             | D   | Längdskidåkning (5 aktiva)  |
| Martin Bajčičák                                               | H   | Längdskidåkning (5 aktiva)  |
| Ivan Bátory                                                   | H   | Längdskidåkning (5 aktiva)  |
| Michal Malák                                                  | H   | Längdskidåkning (5 aktiva)  |
| Peter Mlynár                                                  | H   | Längdskidåkning (5 aktiva)  |
| Veronika Sabolová                                             | D   | Rodel (5 aktiva)            |
| Jana Šišajová                                                 | D   | Rodel (5 aktiva)            |
| Jozef Ninis                                                   | H   | Rodel (5 aktiva)            |
| Ján Harniš Branislav Regec                                    | H   | Rodel (5 aktiva)            |
| Jana Gereková                                                 | D   | Skidskytte (10 aktiva)      |
| Martina Halinárová                                            | D   | Skidskytte (10 aktiva)      |
| Ľubomíra Kalinová                                             | D   | Skidskytte (10 aktiva)      |
| Anastasija Kuzmina                                            | D   | Skidskytte (10 aktiva)      |
| Natália Prekopová                                             | D   | Skidskytte (10 aktiva)      |
| Pavol Hurajt                                                  | H   | Skidskytte (10 aktiva)      |
| Matej Kazár                                                   | H   | Skidskytte (10 aktiva)      |
| Marek Matiaško                                                | H   | Skidskytte (10 aktiva)      |
| Miroslav Matiaško                                             | H   | Skidskytte (10 aktiva)      |
| Dušan Šimočko                                                 | H   | Skidskytte (10 aktiva)      |